# Daiwa Cup
La Daiwa Cup è il nome di un torneo professionistico di go giapponese.

## Storia
Il nome del torneo è dovuto allo sponsor Daiwa, nelle prime due edizioni il torneo prevedeva una fase a gironi seguita da una fase ad eliminazione diretta, con finale al meglio delle tre partite. A partire dalla terza edizione il torneo è stato disputato con la formula dell'eliminazione diretta con finale in partita secca. Il tempo di riflessione era costituito da 10 periodi di un minuto più 30 secondi per mossa e il komi era fissato a 6,5 punti. Vincere il torneo dava diritto a partecipare alla Daiwa Cup Grand Champion.
Il torneo si teneva annualmente ma la sua collocazione nel calendario è variata più volte. La prima edizione si tenne a ottobre 2006, ma la successiva venne spostata a marzo e successivamente a dicembre (motivo per cui nel 2007 si tennero due edizioni). Il torneo rimase stabilmente collocato a fine anno fino all'edizione 2010. L'edizione successiva fu rimandata a marzo, quindi nel 2011 non si tennero tornei e l'edizione del 2013 è l'ultima ad essere stata disputata. Nonostante non si tengano edizioni da allora il torneo non è mai stato formalmente soppresso, pertanto potrebbero essere organizzate nuove edizioni in futuro, a seconda del volere dello sponsor.

## Albo d'oro
| Anno | Vincitore    | Punteggio | Finalista        |
| ---- | ------------ | --------- | ---------------- |
| 2006 | Shinji Takao | 2-0       | Cho U            |
| 2007 | Ō Meien      | 2-0       | Norimoto Yoda    |
| 2007 | Shinji Takao | 1-0       | Yūta Iyama       |
| 2008 | Rin Kono     | 1-0       | Kōichi Kobayashi |
| 2009 | Rin Kono     | 1-0       | Yūta Iyama       |
| 2010 | Yūta Iyama   | 1-0       | Cho U            |
| 2012 | Yūta Iyama   | 1-0       | Cho Chikun       |
| 2013 | Satoshi Yuki | 1-0       | Shinji Takao     |